# Дечен (уезд)
Дечен, или Дэцинь (кит. упр. 德钦, пиньинь Déqīn, палл. Дэцинь, тиб. བདེ་ཆེན་རྫོང་) — уезд Дечен-Тибетского автономного округа провинции Юньнань КНР.

## История
После Синьхайской революции и образования Китайской Республики в 1913 году из уезда Вэйси был выделен Административный район Адуньцзы (阿墩子行政区), перешедший в подчинение провинциальным властям. В 1932 году Административный район Адуньцзы был преобразован в Адуньцзыскую временную управу (阿墩子设治局), которая в 1935 году была переименована в Деченскую временную управу (德钦设治局).
После вхождения провинции Юньнань в состав КНР в 1950 году был образован Специальный район Лицзян (丽江专区), и эти места вошли в его состав.
В ноябре 1952 года на основе Деченской временной управы был образован Дечен-Тибетский автономный район уездного уровня (德钦县藏族自治区).
Постановлением Госсовета КНР от 11 сентября 1956 года из Специального района Лицзян был выделен Дечен-Тибетский автономный округ, и автономный район перешёл в его состав, став при этом уездом Дечен.
В 1957 году из уезда Вэйси было выделено Бэньцзыланьское управление (奔子栏办事处), которое было подчинено напрямую властям автономного округа. В мае 1959 года оно было присоединено к уезду Дечен.

## Административное деление
Уезд делится на 2 посёлка, 4 волости и 2 национальные волости.

## Транспорт
Через уезд проходит автодорога Годао 214. Из столицы Юньнани города Куньмин в Дечен ходит регулярный автобус. Дорога недавно улучшена, живописные горы привлекают туристов.